# Haemonchus contortus
A Haemonchus contortus az érzékpálcások (Secernentea) osztályának Rhabditida rendjébe, ezen belül a Trichostrongylidae családjába tartozó faj.

## Tudnivalók
A Haemonchus contortus élősködő életmódú fonálféreg, amely a kérődzők (Ruminantia) bendőiben él. A felnőtt példány a bendő falára tapad és onnan szívja a gazdaállat vérét. A meleg, de nedves nyári napokon nagy számban elszaporodik, és ekkor a megfertőzött juhok (Ovis aries aries) és a házi kecskék (Capra aegagrus hircus) pusztulását okozhatja.
Egy-egy nőstény 5000-10 000 petét rak. A peték az ürülék segítségével távoznak a gazdaállatból. A nedves ürülékben kikel a lárva, mely 24-29 Celsius-fokú hőmérsékleten, körülbelül 4-6 nap után vedleni kezd. A vedlés után az ürülékben található baktériumokkal (Bacteria) táplálkozik, egészen a harmadik vedlésig - eközben ha szárazság van, elpusztul mielőtt gazdaállatot találjon. A harmadik vedlést követően fűszálakon vár egy emlősállatra. Ha egy emlős lelegeli azt a füvet, a féreg a gyomrában 48 órán belül felnőtt előtti lárvaállapotot vesz fel. A bendőbe jutva az ötödik vedlést követően válik felnőtté. A bendőben a hím és a nőstény életük végéig táplálkoznak és párzanak.
A peték sárgás színű tokokban jönnek ki a nőstényből. Egy-egy pete körülbelül 70–85 μm hosszú és 44 μm széles; az elején csak 16-32 sejtből áll. A felnőtt nőstény 18-30 milliméter hosszú és sávokba rendeződve vörös és fehér színezetű. Az állat valóban átlátszó, a vöröst a táplálékaként szolgáló vér adja, míg a fehért a petefészkei. A hím kisebb, csak 10-20 milliméteres.

## Fordítás
- Ez a szócikk részben vagy egészben  a   Haemonchus contortus című angol Wikipédia-szócikk ezen változatának fordításán alapul.  Az eredeti cikk szerkesztőit annak laptörténete sorolja fel. Ez a jelzés csupán a megfogalmazás eredetét és a szerzői jogokat jelzi, nem szolgál a cikkben szereplő információk forrásmegjelöléseként.